# تيري كالوواي
تيري كالوواي (بالإنجليزية: Terry Calloway)‏ هو سياسي أمريكي، ولد في 1954. حزبياً، نشط في الحزب الجمهوري. وقد انتخب عضو مجلس نواب كنساس.